# Deresse Mekonnen
Deresse Mekonnen (Etiopía, 20 de octubre de 1987) es un atleta etíope, especialista en la prueba de 1500 m, con la que llegó a ser subcampeón mundial en 2009.

## Carrera deportiva
En el Mundial de Berlín 2009 gana la medalla de plata en los 1500 metros, con un tiempo de 3:36.01, quedando tras bareiní Yusuf Saad Kamel y por delante del estadounidense Bernard Lagat.